# Maracó megye
Maracó egy megye Argentína középső részén, La Pampa tartományban. Székhelye General Pico.

## Népesség
A megye népessége a közelmúltban a következőképpen változott:
| Év   | Lakosság |
| ---- | -------- |
| 2001 | 54 235   |
| 2010 | 59 024   |